# Carl Ringvold junior
Carl August Ringvold junior (* 16. Dezember 1902 in Oslo; † 27. August 1961 ebenda) war ein norwegischer Segler.

## Erfolge
Carl Ringvold junior, Mitglied des Kongelig Norsk Seilforening, nahm an den Olympischen Spielen 1924 in Paris in der 8-Meter-Klasse als Crewmitglied der norwegischen Yacht Béra teil. Bereits in der ersten Wettfahrt vor Le Havre gelang der Béra die Qualifikation für das Halbfinale, sodass der vierte Platz in der zweiten Wettfahrt nur statistischen Wert hatte. In der dritten Wettfahrt, die als erstes von zwei Halbfinalen gewertet wurde, kam die Béra ebenso als Erste ins Ziel wie auch bei der vierten Wettfahrt. Damit wurde Ringvold, wie auch die übrigen Crewmitglieder Rick Bockelie, Harald Hagen, Ingar Nielsen und sein Vater Carl Ringvold senior, der als Skipper die Béra führte, Olympiasieger.